# 尼崎市立武庫庄小学校
尼崎市立武庫庄小学校（あまがさきしりつ むこのしょうしょうがっこう）は、兵庫県尼崎市武庫之荘本町にある公立小学校。2023年（令和5年）現在の児童数は629名である。

## 沿革
- 1974年（昭和49年）
  - 4月1日 - 武庫東小学校・尼崎北小学校より分離し、開校。当時の所在地は、阪神間都市計画武庫第三土地区画整理事業第一工仮地番1800。開校時点の児童数は第1学年から第4学年までの418名で、学級数12学級。
  - 5月15日 - 給食室が完成し、本給食開始。
  - 5月30日 - 尼崎市立武庫庄小学校育友会結成。
  - 6月12日 - 開校式挙行し、校章披露。この日（6月12日）を創立記念日と定める。
  - 8月1日 - プール完成し、篠田隆義尼崎市長によるテープカットが行なわれた。
  - 11月27日 - 東校舎4教室を増築。
- 1975年（昭和50年）1月7日 - 校舎北前庭造園工事着手。
- 1976年（昭和51年）5月27日 - 南校舎4教室を増築。
- 1977年（昭和52年）
  - 3月14日 - 校歌制定し、披露式挙行。
  - 10月3日 - 校旗披露。
- 1978年（昭和53年）
  - 4月1日 - 南校舎4教室を増築。
  - 7月1日 - 住居表示変更により、尼崎市武庫之荘本町3丁目21番1号に変更。
- 1980年（昭和55年）4月1日 - 南校舎4教室・教具室4教室を増築。
- 1983年（昭和58年）11月26日 - 学校創立10周年記念式典挙行。
- 1984年（昭和59年）3月1日 - 特別教室（家庭科室・図書室）増築完成。
- 1986年（昭和61年）6月16日 - プール改修工事。
- 1987年（昭和62年）3月18日 - 機械室新築工事（ガス整備工事・除湿整備工事・電気設備工事等を含む）。
- 1988年（昭和63年）
  - 6月12日 - 学校創立15周年校。
  - 9月30日 - わかくさ学級教室改修。
- 1991年（平成3年）
  - 12月25日 - 視聴覚室改修。
  - 12月28日 - 総合緑化計画（学校園）完成。
- 1992年（平成4年）9月22日 - 校舎外装工事、生活科教室改修工事完了。
- 1993年（平成5年）
  - 8月31日 - 玄関スロープ、洋式便所設置工事完了。20周年記念飼育小屋完成。
  - 9月17日 - 新型テレビ各教室に設置。
  - 11月27日 - 学校創立20周年記念式典挙行。
- 1995年（平成7年）1月17日 - 5時46分頃に発生した兵庫県南部地震（阪神・淡路大震災）発生。本校の被害は、校舎に部分的壁落ち、亀裂等が生じた。また、本校が避難所となり、理科室や生活科室を使用する。
- 1996年（平成8年）
  - 3月19日 - 兵庫県南部地震（阪神・淡路大震災）による復旧工事完了。
  - 9月30日 - コンピューター室完成。
- 1998年（平成10年）12月25日 - 循環装置設置工事完了。
- 1999年（平成11年）
  - 3月31日 - 生活科教室整備工事完了。
  - 11月24日 - 体育館床改修。
- 2000年（平成12年）10月13日 - 北校舎の西面外壁塗装。
- 2001年（平成13年）4月1日 - 障害児学級（たんぽぽ学級）新設。
- 2003年（平成15年）
  - 2月3日 - 南校舎増築（3階図書室・4階普通教室2）とプールフェンスの両工事完了。
  - 11月22日 - 学校創立30周年記念式典挙行。
- 2004年（平成16年）11月1日 - 校門遠隔施錠システム使用開始。
- 2005年（平成17年）9月27日 - 便所棟・屋上漏水工事完了。
- 2007年（平成19年）1月21日 - 北校舎1・2階便所改修工事完了。
- 2008年（平成20年）9月1日 - 給食室ドライシステム工事完了。
- 2009年（平成21年）4月1日 - 三菱電機ライフサービス株式会社による給食業務民間委託開始。
- 2012年（平成24年）4月1日 - 全棟耐震工事完了。
- 2013年（平成25年）11月22日 - 創立40周年記念式典挙行し、タイムカプセル埋設。
- 2015年（平成27年）
  - 3月2日 - 学校ビオトープ「いのちのタイムカプセル」完成（助成:高原環境財団）。
  - 8月31日 - 排煙設備改修工事完了。
- 2023年（令和5年）12月2日 - 創立50周年記念式典挙行し、タイムカプセル埋設。

## 通学区域
出典
- 武庫之荘東1丁目（全域）
- 武庫之荘東2丁目（全域）
- 武庫之荘1丁目（1～18番、22～37番）
- 武庫之荘2丁目（1～10番）
- 武庫之荘4丁目（11～32番）
- 武庫之荘5丁目（46～49番）
- 武庫之荘7丁目（1～3番）
- 武庫之荘本町1丁目（全域）
- 武庫之荘本町2丁目（全域）
- 武庫之荘本町3丁目（全域）

## 進学先中学校
出典
公立中学校に進学する場合
- 尼崎市立武庫東中学校

## 出身者
- 上昌広 - 東京大学医科学研究所特任教授
- 橋本直 - 漫才師（銀シャリ）

## 通学区域が隣接している学校
- 尼崎市立武庫東小学校
- 尼崎市立立花西小学校
- 尼崎市立尼崎北小学校
- 伊丹市立笹原小学校